# Équation de la chaleur

Ici, l'équation de la chaleur en deux dimensions permet de voir que l'interaction entre deux zones de températures initiales différentes (la zone haute en rouge est plus chaude que la zone basse en jaune) va faire que la zone chaude va se refroidir graduellement, tandis que la zone froide va se réchauffer, jusqu'à ce que la plaque atteigne une température uniforme.

En mathématiques et en physique, l'équation de la chaleur est une équation aux dérivées partielles parabolique utilisée pour décrire le phénomène physique de conduction thermique, introduite initialement en 1807 par Joseph Fourier.

## Histoire
Joseph Fourier expérimente d'abord sur la propagation de la chaleur, puis modélise en 1807 l'évolution de la température par des séries trigonométriques, appelées depuis séries de Fourier et transformées de Fourier, permettant une grande amélioration à la modélisation mathématique des phénomènes physiques, en particulier pour les fondements de la thermodynamique. Cette étude a aussi entraîné des travaux mathématiques très importants pour les rendre rigoureuses, véritable révolution à la fois physique et mathématique, sur plus d'un siècle.
Une variante de cette équation est très présente en physique sous le nom générique d'équation de diffusion. On la retrouve dans la diffusion de masse dans un milieu binaire ou de charge électrique dans un conducteur, le transfert radiatif, etc. Elle est également liée à l'équation de Burgers et à l'équation de Schrödinger.

## Obtention de l'équation
On peut définir une loi de conservation pour une variable extensive de densité {\displaystyle \phi } entraînée à la vitesse {\displaystyle {\vec {v}}} et comportant un terme de production volumique {\displaystyle S} par :
{\displaystyle {\frac {\partial \phi }{\partial t}}+{\vec {\nabla }}\cdot (\phi \,{\vec {v}})=S}
où {\displaystyle {\vec {\nabla }}} désigne l'opérateur gradient. On prendra ici {\displaystyle \phi } égal à l'enthalpie volumique h (J/m3):
{\displaystyle \phi =h=h_{\mathrm {f} 0}+\int _{T_{0}}^{T}\rho \,C_{P}\,\mathrm {d} T}
où :
{\displaystyle \rho } désigne la masse volumique (kg/m3),
{\displaystyle C_{P}} la chaleur spécifique à pression constante (J/kg/K),
{\displaystyle h_{\mathrm {f} 0}} la chaleur de formation à la température T0, arbitraire (on prend généralement 293 K),
{\displaystyle {\vec {v}}={\frac {1}{h}}{\vec {j}}} la vitesse de diffusion de l'énergie dans le milieu (m/s),
{\displaystyle {\vec {j}}} le flux de diffusion (W/m2), à exprimer.
L'équation de la chaleur s'exprimera donc sous la forme suivante :
{\displaystyle {\frac {\partial h}{\partial t}}+{\vec {\nabla }}\cdot {\vec {j}}=S}
ou
{\displaystyle \rho \,C_{P}{\frac {\partial T}{\partial t}}+{\vec {\nabla }}\cdot {\vec {j}}=S}
La diffusion de l'énergie se fait par un mécanisme brownien de phonons et de porteurs de charge électrique (électrons ou trous), donc à une échelle caractéristique très petite devant celles du problème macroscopique. Il est donc décrit par une équation de type diffusion, la loi de Fourier :
{\displaystyle {\vec {j}}=-\lambda \,{\vec {\nabla }}T}
où {\displaystyle \lambda } est la conductivité thermique (en W m−1 K−1), une quantité scalaire qui dépend de la composition et de l'état physique du milieu à travers lequel diffuse la chaleur, et en général aussi de la température. Elle peut également être un tenseur dans le cas de milieux anisotropes comme le graphite.
Si le milieu est homogène et que sa conductivité dépend très peu de la température, on peut écrire l'équation de la chaleur sous la forme :
{\displaystyle {\frac {\partial T}{\partial t}}-\alpha \,\nabla ^{2}T={\frac {S}{\rho \,C_{P}}}}
où {\displaystyle \alpha ={\frac {\lambda }{\rho \ c_{P}}}} est la diffusivité thermique et {\displaystyle \nabla ^{2}} le laplacien.
Pour fermer le système, il faut en général spécifier sur le domaine {\displaystyle \Omega } de résolution, borné par {\displaystyle \partial \Omega }, de normale sortante {\displaystyle {\vec {n}}} :
- une condition initiale : {\displaystyle \forall \,{\vec {x}}\,\in \,\Omega \,,\quad T({\vec {x}},0)\ =\ T_{\mathrm {init} }({\vec {x}})} ;
- une condition aux limites sur le bord du domaine {\displaystyle {\vec {x}}\,\in \,\partial \Omega }, par exemple : 
  - une condition de Dirichlet : {\displaystyle \ T({\vec {x}},t)\ =\ T_{\text{bord}}({\vec {x}},t)},
  - une condition de Neumann : {\displaystyle \ {\frac {\partial T({\vec {x}},t)}{\partial n}}\ =\ {\vec {n}}({\vec {x}})\cdot {\vec {\nabla }}T({\vec {x}},t)\ =\ f({\vec {x}},t)}, {\displaystyle f} donné.

## Résolution de l'équation de la chaleur par les séries de Fourier
L'une des premières méthodes de résolution de l'équation de la chaleur fut proposée par Joseph Fourier lui-même (Fourier 1822).
On considère le cas simplifié de l'équation en une dimension, qui peut modéliser le comportement de la chaleur dans une tige. L'équation s'écrit alors :
{\displaystyle {\frac {\partial T}{\partial t}}=\alpha \,{\frac {\partial ^{2}T}{\partial x^{2}}}}
où :
{\displaystyle T=T(x,t)} pour {\displaystyle x} dans un intervalle {\displaystyle [0,L]}, où {\displaystyle L} est la longueur de la tige et {\displaystyle t} le temps ({\displaystyle t\geq 0}) ;
α désigne la diffusivité thermique.
On se donne une condition initiale :
{\displaystyle T(x,0)=f(x)\quad \forall x\in [0,L]}
et des conditions aux limites, ici de type Dirichlet homogènes :
{\displaystyle T(0,t)=0=T(L,t)\quad \forall t>0}.
L'objectif est de trouver une solution non triviale de l'équation, ce qui exclut la solution nulle. On utilise alors la méthode de séparation des variables en supposant que la solution s'écrit comme le produit de deux fonctions indépendantes :
{\displaystyle T(x,t)=X(x)Y(t).}
Comme T est solution de l'équation aux dérivées partielles, on a : 
{\displaystyle {\frac {Y'(t)}{\alpha Y(t)}}={\frac {X''(x)}{X(x)}}.}
Deux fonctions égales et ne dépendant pas de la même variable sont nécessairement constantes, égales à une valeur notée ici −λ, soit :
{\displaystyle Y'(t)=-\lambda \alpha Y(t)}
{\displaystyle X''(x)=-\lambda X(x).}
On vérifie que les conditions aux limites interdisent le cas λ ≤ 0 pour avoir des solutions non nulles :
- Supposons λ < 0. Il existe alors des constantes réelles B et C telles que{\displaystyle X(x)=B\mathrm {e} ^{{\sqrt {-\lambda }}\,x}+C\mathrm {e} ^{-{\sqrt {-\lambda }}\,x}}.Or les conditions aux limites imposent X(0) = 0 = X(L), soit B = 0 = C, et donc T est nulle.
- Supposons λ = 0. Il existe alors de même des constantes réelles B, C telles que X(x) = Bx + C. Une fois encore, les conditions aux limites entraînent X nulle, et donc T nulle.

Il reste donc le cas λ > 0. Il existe alors des constantes réelles A, B, C telles que
{\displaystyle Y(t)=A\mathrm {e} ^{-\lambda \alpha t}}
{\displaystyle X(x)=B\sin({\sqrt {\lambda }}\,x)+C\cos({\sqrt {\lambda }}\,x).}
Les conditions aux limites imposent maintenant C = 0 et qu'il existe un entier positif n tel que
{\displaystyle {\sqrt {\lambda }}=n{\frac {\pi }{L}}.}
On obtient ainsi une forme de la solution. Toutefois, l'équation étudiée est linéaire, donc toute combinaison linéaire de solutions est elle-même solution. Ainsi, la forme générale de la solution est donnée par 
{\displaystyle T(x,t)=\sum _{n=1}^{+\infty }D_{n}\sin \left({\frac {n\pi x}{L}}\right)\mathrm {e} ^{-{\frac {n^{2}\pi ^{2}\alpha t}{L^{2}}}}.}
La valeur de la condition initiale donne :
{\displaystyle f(x)=T(x,0)=\sum _{n=1}^{+\infty }D_{n}\sin \left({\frac {n\pi x}{L}}\right).}
On reconnait un développement en série de Fourier, ce qui donne la valeur des coefficients :
{\displaystyle D_{n}={\frac {2}{L}}\int _{0}^{L}f(x)\sin \left({\frac {n\pi x}{L}}\right)\,\mathrm {d} x.}

### Généralisation
Une autre manière de retrouver ce résultat passe par l'application de théorème de Sturm-Liouville et la décomposition de la solution sur la base des solutions propres de la partie spatiale de l'opérateur différentiel sur un espace vérifiant les conditions aux bords.
Dans le cas vu précédemment, cela revient à déterminer les solutions propres de l'opérateur {\displaystyle \nabla ^{2}u=\partial _{xx}^{2}u} sur l'espace des fonctions deux fois continûment dérivables et nulles aux bords de [0,L]. Les vecteurs propres de cet opérateur sont alors de la forme :
{\displaystyle e_{n}(x)={\sqrt {\frac {2}{L}}}\sin \left({\frac {n\pi x}{L}}\right),\ \forall n\geqslant 1,}
de valeurs propres associées
{\displaystyle \nabla ^{2}e_{n}=-{\frac {n^{2}\pi ^{2}}{L^{2}}}e_{n}}.
Ainsi, on peut montrer que la base des (en) est orthonormale pour un produit scalaire, et que toute fonction vérifiant f(0) = f(L) = 0 peut se décomposer de façon unique sur cette base, qui est un sous-espace dense de L2((0, L)). En continuant le calcul, on retrouve la forme attendue de la solution.

## Solution fondamentale
On cherche à résoudre l'équation de la chaleur sur {\displaystyle \mathbb {R} ^{d}\times ]0,\infty [} :
{\displaystyle {\frac {\partial u}{\partial t}}={\frac {1}{2}}\nabla ^{2}u}
où l'on note {\displaystyle \nabla ^{2}u=\sum _{i=1}^{d}{\frac {\partial ^{2}u}{\partial x_{i}^{2}}}}, avec la condition initiale {\displaystyle u(\cdot ,0)=f}. On introduit donc l'équation fondamentale :
{\displaystyle {\begin{cases}{\displaystyle {\frac {\partial K_{0}}{\partial t}}={\frac {1}{2}}\nabla ^{2}K_{0}}\\K_{0}(\cdot ,0)=\delta _{0}\end{cases}}}
où {\displaystyle \delta _{0}} désigne la masse de Dirac en 0. La solution associée à ce problème (ou noyau de la chaleur) s'obtient  par exemple en considérant la densité d'un mouvement brownien :
{\displaystyle K_{0}({\vec {x}},t)={\frac {1}{(2\pi t)^{d/2}}}\exp \left(-{\frac {\|{\vec {x}}\|^{2}}{2t}}\right)},
où {\displaystyle {\vec {x}}\in \mathbb {R} ^{d}} est le vecteur de coordonnées spatiales. La solution du problème général s'obtient alors par convolution :
{\displaystyle u({\vec {x}},t)=\left\{K_{0}(\cdot ,t)*f\right\}({\vec {x}})=\int _{\mathbb {R} ^{d}}K_{0}({\vec {x}}-{\vec {y}},t)\,f({\vec {y}})\,\mathrm {d} {\vec {y}}={\frac {1}{(2\pi t)^{d/2}}}\int _{\mathbb {R} ^{d}}\exp \left(-{\frac {{\|{\vec {x}}-{\vec {y}}\|}^{2}}{2t}}\right)\,f({\vec {y}})\,\mathrm {d} {\vec {y}}},
puisqu'alors {\displaystyle u} vérifie l'équation et la condition initiale grâce aux propriétés du produit de convolution.

## Problèmes inverses
La solution de l'équation de la chaleur vérifie le principe du maximum suivant :
{\displaystyle \forall (x,t)\in \Omega \times [0,T],\,\min(0,\inf _{\Omega }T_{0})\leqslant T\leqslant \max(0,\sup _{\Omega }T_{0}).}
Au cours du temps, la solution ne prendra jamais des valeurs inférieures au minimum de la donnée initiale, ni supérieures au maximum de celle-ci.
L'équation de la chaleur est une équation aux dérivées partielles stable parce que des petites perturbations des conditions initiales conduisent à des faibles variations de la température à un temps ultérieur en raison de ce principe du maximum. Comme toute équation de diffusion l'équation de la chaleur a un effet fortement régularisant sur la solution : même si la donnée initiale présente des discontinuités, la solution sera régulière en tout point de l'espace une fois le phénomène de diffusion commencé.
Il n'en va pas de même pour les problèmes inverses tels que :
- équation de la chaleur rétrograde, soit le problème donné où on remplace la condition initiale par une condition finale du type {\displaystyle \forall \,x\,\in \,\Omega \,,\quad T(x,t_{f})\ =\ T_{f}(x)} ;
- la détermination des conditions aux limites à partir de la connaissance de la température en divers points au cours du temps.

Ces problèmes sont mal posés et ne peuvent être résolus qu'en imposant une contrainte de régularisation de la solution.

## Généralisations
L'équation de la chaleur se généralise naturellement :
- dans {\displaystyle \mathbb {R} ^{n}} pour n quelconque ;
- sur une variété riemannienne de dimension quelconque en introduisant l'opérateur de Laplace-Beltrami, qui généralise le laplacien.